# Copitarsia subsignata
Copitarsia subsignata là một loài bướm đêm trong họ Noctuidae.